# Marietta Stow
Marietta L. B. Stow (1830 o 1837–1902) fue una política estadounidense y activista por los derechos de las mujeres  y la reforma del derecho hereditario.
Stow fue candidata a gobernadora de California en 1882, por el Partido Político Independiente de las Mujeres ("Women's Independent Political Party"). Junto a Clara S. Foltz nominaron a Belva Ann Lockwood para Presidente de los Estados Unidos, y finalmente Stow apoyó a Lockwood como su candidata a vicepresidente por el Partido Nacional de la Igualdad de Derechos ("National Equal Rights Party") en las elecciones presidenciales de Estados Unidos de 1884. La plataforma de este partido incluía derechos igualitarios para hombre y mujeres, restricciones al tráfico de bebidas alcohólicas, una legislación uniforme para todo el país sobre casamiento y divorcio y "paz universal". Esa fórmula obtuvo unos 4.000 votos a lo largo de Estados Unidos.
En las elecciones presidenciales de Estados Unidos de 1892 fue candidata a vicepresidente, nominada por la Convención Nacional de Mujeres Sufragistas ("National Woman Suffragists' Nominating Convention") el 21 de septiembre en el hotel Willard en Boonville, Nueva York, presidida por Anna M. Parker, presidente de la Convención. Para esas elecciones Victoria Woodhull encabezó la fórmula presidencial.
Fue la editora de la publicación Women's Herald of Industry.